# Exorista ladelli
Exorista ladelli là một loài ruồi trong họ Tachinidae.